# Donnie Darko
Donnie Darko ist ein Film des US-amerikanischen Regisseurs Richard Kelly aus dem Jahr 2001. Der Film ist Kellys Regiedebüt und vereint Elemente aus Thriller, Mystery sowie Science-Fiction und ist eine Psychografie des 16-jährigen Schülers Donald J. Darko. Dieser ist in psychiatrischer Behandlung und nimmt Psychopharmaka. Im Verlauf des Films erlebt er immer bizarrer und furchterregender werdende außersinnliche, teilweise halluzinöse Wahrnehmungen – so taucht wiederholt ein ihm zunächst unbekannter, meist stummer „Freund“ namens Frank auf, der ihm im Hasenkostüm und eine Art Totenkopfmaske tragend (siehe Bunny Man) zerstörerische Aufträge erteilt. Schließlich laufen die einzelnen, scheinbar wirren Handlungselemente zusammen und münden in einem überraschenden Ende, das eine Vielzahl von Deutungen zulässt.
Obwohl der Film bei einem Budget von 4,5 Millionen US-Dollar weltweit nur knapp 7 Millionen US-Dollar einnahm, wurde Donnie Darko zu einem Kultfilm.

## Handlung
Die Handlung spielt im Oktober des Jahres 1988. Donnie Darko ist ein intelligenter und kreativer, aber psychisch labiler Teenager, der mit seinen Eltern, einer älteren und einer jüngeren Schwester in einer Kleinstadt in Middlesex, Virginia, lebt. Er wird von einer Psychiaterin in Sitzungen und mit Medikamenten behandelt. In der Nacht des 2. Oktober stürzt das Triebwerk eines Verkehrsflugzeuges auf das Haus seiner Familie und trifft Donnies Zimmer. Er überlebt nur deshalb, weil ihm in der Nacht zuvor ein Wesen namens „Frank“ in einem Hasenkostüm erschienen ist. „Frank“ hat Donnie dazu gebracht, das Haus zu verlassen; in der Morgendämmerung erwacht er auf einem Golfplatz. Als Donnie nach Hause zurückkehrt, wird das Triebwerk gerade aus seinem Zimmer entfernt, während der Umstand für Verwunderung sorgt, dass in der Nacht kein Flugzeug abgestürzt ist oder eine Turbine verloren hat. Donnie hat weitere Visionen von „Frank“, der dabei meist in Rätseln spricht. Er prophezeit ihm das Ende der Welt, welches in 28 Tagen, 6 Stunden, 42 Minuten und 12 Sekunden stattfinden werde.
„Frank“ bringt Donnie dazu, in der Schule einen Wasserrohrbruch zu verursachen. Da Donnies Englischkurs unter der jungen Lehrerin Karen Pomeroy kurz zuvor die Kurzgeschichte The Destructors analysiert hat, in der ein Haus durch Überflutung mutwillig zerstört wird, richtet sich der Verdacht gegen die Schüler. Donnie kann aber nichts nachgewiesen werden. In seine Klasse kommt eine neue Schülerin, Gretchen Ross. Wegen der Überschwemmung der Schule ergibt sich die Gelegenheit für ein Gespräch zwischen den beiden. Wie sich herausstellt, ist sie mit ihrer Mutter unter neuem Namen in die Stadt gezogen, da ihr Stiefvater mit einem Messer auf ihre Mutter eingestochen hat. Donnie und Gretchen freunden sich an und werden bald ein Paar.
Die Lehrerin Kitty Farmer will den Schülern die simplen und auf abgedroschenen Phrasen beruhenden Lebenshilfe-Theorien von Jim Cunningham nahebringen, einem lokal berühmten Autor von Lebensratgebern. Donnie hält dessen Ratschläge zur Lebensbewältigung für albern und beleidigt schließlich die Lehrerin. Auch einen Vortrag von Gastredner Cunningham in der Schulaula stört er, indem er dessen Tipps lächerlich macht. Vielen fällt auf, dass Donnies Verhalten immer merkwürdiger wird.
Da „Frank“ ihn gefragt hat, ob er an Zeitreisen glaube, stellt Donnie Nachforschungen an. Dies etwa durch Gespräche mit seinem jungen Physiklehrer Monnitoff, der ihm das Buch Die Philosophie des Zeitreisens von Roberta Sparrow gibt. Die alte, vereinsamte Autorin ist bei den Jugendlichen unter dem Spitznamen „Grandma Death“ bekannt. Später lehnt es Monnitoff aber ab, die Unterhaltungen fortzuführen, mit der Begründung, es „gefährde seinen Job“. „Frank“ rät ihm, Roberta Sparrow einen Brief zu schreiben. Eines Abends sieht Donnie, bei dem inzwischen eine paranoide Schizophrenie diagnostiziert worden ist, röhrenförmige Strahlenbündel aus dem Brustkorb der Menschen heraustreten, die offenbar zeigen, wohin sie sich in naher Zukunft bewegen werden. Auch aus Donnies Brust tritt eine solche durchsichtige und verschwommene Röhre hervor. Er folgt ihr ins Schlafzimmer seiner Eltern, wo er eine versteckte Pistole findet und an sich nimmt.
Donnie und Gretchen schauen im Kino den Horrorfilm Tanz der Teufel an. Nachdem Gretchen im Kinosessel eingeschlafen ist, erscheint „Frank“ im Hasenkostüm neben dem Pärchen. Donnie bittet ihn, seine Maske abzunehmen. Darunter erscheint ein junger Mann, der am rechten, blutunterlaufenen Auge sehr schwer verletzt ist. Auf „Franks“ Befehl hin verlässt Donnie das Kino, um Cunninghams Haus niederzubrennen. Er kehrt zurück, bevor Gretchen aufwacht.
Karen Pomeroy werden unterdessen von Kitty Farmer falsche Lehrmethoden vorgeworfen. Der Schuldirektor entlässt sie. Als Donnie sie an ihrem letzten Arbeitstag trifft, steht gerade der Begriff „Cellar Door“ (Kellertür) an der Tafel. Auf Donnies Frage sagt sie, ein berühmter Linguist habe einmal gesagt, dies sei das schönste Wort der englischen Sprache.
Bei der Untersuchung des Brandes ist in Cunninghams Haus ein Studio zur Herstellung kinderpornographischen Materials entdeckt worden. Kitty Farmer, eine devote Anhängerin Cunninghams, hält dies aber für eine Verschwörung und will Cunninghams Verteidigung vor Gericht übernehmen. Daher muss Donnies Mutter als ihr Ersatz mit einer schulischen Mädchentanzgruppe, in der die kleine Schwester Samantha Darko mittanzt, zum Finale eines Talentwettbewerbs fliegen. Donnie und seine ältere Schwester haben das Haus für sich allein und veranstalten in der Nacht vor Halloween eine Party. Donnie und Gretchen schlafen miteinander. Weil Donnie bald darauf eine Vision hat, fährt er mit Gretchen und zwei Freunden zum Haus von Roberta Sparrow, die aber die Tür nicht öffnet. Donnie erinnert sich an die Kellertür, dort steigen die Jugendlichen ein. Sie werden von zwei Mitschülern angegriffen, die ihnen als Rowdys schon bekannt sind und die sie bei einem Einbruch gestört haben.
Als sich ein Auto nähert, sagt Donnie: „Deus ex machina.“ Mitten auf der Straße steht Roberta Sparrow, die offenbar gerade Donnies Brief aus ihrem Briefkasten holt. Als der Autofahrer ihr ausweicht, überfährt er die nach der Auseinandersetzung am Boden liegende Gretchen und tötet sie. Die beiden Rowdys sind bereits geflohen. Aus dem Auto steigen zwei schockierte junge Männer in Halloweenkostümen. Der Beifahrer nennt den Fahrer „Frank“: Dieser sieht aus wie der Mann in Donnies Visionen und trägt auch dasselbe Hasenkostüm als Halloweenverkleidung, scheint aber ein normaler junger Mann zu sein, den der Tod des Mädchens erschreckt. Donnie, entsetzt über Gretchens Tod, tötet ihn im Affekt mit einem Schuss ins rechte Auge.
Roberta Sparrow sagt Donnie, dass nun nicht mehr viel Zeit sei. Donnie fährt mit der Leiche Gretchens an den Stadtrand und beobachtet von dort, wie sich eine lange, schwarze Wolkenformation, aus der ein Wirbelsturm hervorgeht, über der Stadt bildet. Das Flugzeug, in dem Donnies Mutter sitzt, gerät plötzlich außer Kontrolle: Eine Turbine ist abgefallen. Donnie beobachtet, wie die Turbine herabfällt. Nun sieht man einige Szenen des Films beschleunigt in umgekehrter Reihenfolge, bis man wieder am 2. Oktober in Donnies Zimmer in die Handlung einsteigt. Diesmal verlässt er sein Zimmer nicht, sondern wartet hysterisch lachend auf seinen Tod. Verschiedene Figuren des Films werden gezeigt, die gerade träumen oder aus Albträumen erwachen. Cunningham scheint durch Weinen möglicherweise Reue zu zeigen, und Frank streicht sich über sein rechtes Auge.
Am nächsten Morgen wird Donnies Leiche abtransportiert. Gretchen Ross fährt zufällig auf dem Fahrrad vorbei. Auf ihre Frage hin wird ihr der Name des Opfers genannt. Auf die Rückfrage, ob sie „Donnie Darko“ gekannt habe, antwortet sie mit kurzer Verzögerung „Nein“. Sie winkt der trauernden Familie langsam zu, Donnies Mutter erwidert den Gruß.

## Deutung des Regisseurs
Autor und Regisseur Richard Kelly hat dem Film seine eigene Deutung der Geschehnisse gegeben, auch wenn er andere Deutungen damit nicht ausschließen will. Für diese „offizielle“ Deutung ist insbesondere die offizielle Website angelegt worden, auf der einige weitere fiktive Informationen zu den Geschehnissen im Film gegeben werden, darunter ein Ausschnitt aus einem „Untersuchungsbericht“ über das abgestürzte Triebwerk und einige Kapitel aus dem fiktiven Buch Die Philosophie des Zeitreisens. Letztere wurden auch in den „Director’s Cut“ eingebaut, sodass dieser Kellys Deutung nahelegt.
Demnach bildet sich mit dem Aufprall des Triebwerks um Mitternacht des 2. Oktobers 1988 ein „Tangentenuniversum“, eine instabile Art von Paralleluniversum, das nach der von Frank angegebenen Zeitspanne am 30. Oktober 1988 (einen Tag vor Halloween) kollabiert und sich selbst, aber auch das „reale“ Universum zerstört. Ab diesem Zeitpunkt spielt der Film im Tangentenuniversum. Donnie ist der „Auserwählte“, der durch jenes Ereignis besondere Fähigkeiten verliehen bekommen hat, wie etwa Stärke und hellseherische Kräfte. Frank und Gretchen, die innerhalb des Tangentenuniversums sterben werden, können mit Donnie durch das Konstrukt der vierten Dimension in Verbindung treten. Auch alle anderen Personen um Donnie sind „manipuliert“, sie haben die Aufgabe, ihn durch verschiedene Aussagen und Handlungen dazu zu bewegen, das Tangentenuniversum wieder zu schließen. Die aus Metall bestehende Turbine dient als Artefakt, das sich zwischen dem Tangentenuniversum und dem Primäruniversum bewegen kann. Donnie opfert sich am Ende selbst, um alle anderen – insbesondere die im Tangentenuniversum gestorbenen Frank und Gretchen – zu retten.

## Trivia
- Mit einem Budget von 4,5 Millionen Dollar wurde der Film Donnie Darko innerhalb von nur 28 Drehtagen abgefilmt, was für einen Spielfilm dieser Größenordnung sehr schnell ist.[9]
- Während der Film in den USA nur mäßige Erfolge erzielte,[10] wurde er in Großbritannien besser aufgenommen. In Deutschland gelangte der Film erst im September 2021 in die regulären Kinos,[11] hatte allerdings bis dahin durch Veröffentlichung auf DVD bereits an Bekanntheit gewonnen. Er wurde auch als Donnie Darko: Fürchte die Dunkelheit[12] gezeigt.
- Vor seinem regulären Kinostart am 26. Oktober 2001 in den USA lief der Film am 19. Januar 2001 auf dem Sundance Festival[13] und am 21. Juli auf dem Fantasy Filmfest in Deutschland.
- Das ursprüngliche Filmposter trug den Schriftzug „Donnie Darko“ in einer arabisch anmutenden Schriftart. Aufgrund der Terroranschläge am 11. September 2001 wurde die Schriftart geändert – im Film wurde die ursprüngliche Schriftart beibehalten.
- Mit einem vor allem für US-amerikanische Verhältnisse niedrigen Budget von geschätzten 4,5 Millionen US-Dollar war es Richard Kelly wegen der hohen Lizenzkosten zunächst nicht möglich, alle für den Soundtrack des Films vorgesehenen Titel mit aufzunehmen. Erst der über die Jahre beträchtlich zugenommene finanzielle Erfolg des Films erlaubten ihm, 2004 einen 20 Minuten längeren Director’s Cut zu erstellen, in dem sich neben weiteren Szenen auch die ursprünglich gedachten Titel befinden. Verschiedene Szenen wurden länger abgehandelt, so dass die Dialoge länger dauern.[14]
- Donnie Darko war die erste Hauptrolle in einem größeren Film für Jake Gyllenhaal. Seine Schwester Maggie spielt im Film seine ältere Schwester.
- Zu Beginn des Films liest Donnies Mutter das Buch It (deutscher Titel: Es) und Donnies Vater das Buch The Tommyknockers (deutscher Titel: Das Monstrum) – beides Romane von Stephen King.[15]
- Donnies Schwester erwähnt beim Abendessen: „Ich bin für Dukakis“ (im Originalton: „I’m voting for Dukakis.“). Damit ist Michael Dukakis gemeint, Kandidat der Demokratischen Partei bei der Präsidentschaftswahl in den Vereinigten Staaten 1988.[16]
- In der Szene, in der die neue Mitschülerin Gretchen Ross in der Klasse eingeführt wird, sieht man im Hintergrund links neben der Klassenzimmertür ein Plakat über den deutschen surrealistischen Maler Max Ernst hängen.
- Als Donnie seinen Lehrer Dr. Monnitoff nach Zeitreisen befragt, sieht man auf dem Tisch das Buch A Brief History of Time (deutscher Titel: Eine kurze Geschichte der Zeit) von Stephen Hawking liegen.[17]
- Im Kino, das Donnie mit Gretchen besucht, laufen die Filme Tanz der Teufel (The Evil Dead)[15][17] und Die letzte Versuchung Christi (The Last Temptation of Christ). Von Ersterem sind auch kurze Ausschnitte zu sehen.
- Bei dem Arcade-Rennspiel, das in mehreren Sequenzen des Filmes zu sehen ist, handelt es sich um das in den späten 1980er Jahren äußerst beliebte Out Run.[15]
- Im Vergleich mit dem vier Jahre zuvor erschienenen und stilistisch ähnlich gestalteten Film Lost Highway des Regisseurs David Lynch besteht auch bei Donnie Darko eine Verbindung zwischen Ende und Anfang der Handlung, wodurch die Geschichte einen geschlossenen Kreis bildet. Dabei ist der Verlauf dieses inhaltlichen Kreises nicht gleichförmig, sondern sich verändernd, sinnbildlich betrachtet wie ein Möbiusband.[18] Einen ähnlichen geschlossenen Kreis vollführen der Musikfilm Inside Llewyn Davis der Coen-Brüder von 2013 und der Mystery-Gerichtsfilm Im Auftrag des Teufels von 1997. Vergleichbare Motive finden sich außerdem in der deutschen Fernsehserie Dark von 2017.

## Musik
Der Soundtrack zum Film wurde im Laufe des Jahres 2002 veröffentlicht. Neben dem Soundtrack sind noch folgende Songs zu hören:
- The Killing Moon – Echo & the Bunnymen
- Head Over Heels – Tears for Fears
- Notorious – Duran Duran
- Under the Milky Way – The Church
- Love Will Tear Us Apart – Joy Division

Am Ende des Filmes läuft eine von Michael Andrews und Gary Jules eingespielte Coverversion des Tears-for-Fears-Stücks Mad World, die es im Dezember 2003 bis auf Platz 1 der englischen Charts brachte und auch in Deutschland sehr erfolgreich war. Die Director’s-Cut-Version enthält zusätzlich den Song Never Tear Us Apart von INXS, die Songs Under the Milky Way und The Killing Moon werden gegenüber der ursprünglichen Filmversion an anderen Stellen als Hintergrundmusik verwendet.

## Synchronisation
Die Synchronisation wurde von der PPA Film, München unter der Dialogregie von Frank Schaff und nach dem Dialogbuch von Sabine Leyrer hergestellt.
| Schauspieler      | Rolle                   | Synchronsprecher                           |
| ----------------- | ----------------------- | ------------------------------------------ |
| Jake Gyllenhaal   | Donnie Darko            | Johannes Raspe                             |
| Jena Malone       | Gretchen Ross           | Angela Wiederhut                           |
| Mary McDonnell    | Rose Darko              | Dagmar Dempe                               |
| Holmes Osborne    | Eddie Darko             | Thomas Rauscher                            |
| James Duval       | Frank                   | Frank Schaff                               |
| Patrick Swayze    | Jim Cunningham          | Wolfgang Müller                            |
| Katharine Ross    | Dr. Lilian Thurman      | Dagmar Heller                              |
| Drew Barrymore    | Karen Pomeroy           | Claudia Lössl                              |
| Beth Grant        | Kitty Farmer            | Marion Hartmann                            |
| Maggie Gyllenhaal | Elizabeth Darko         | Melanie Manstein                           |
| Daveigh Chase     | Samantha Darko          | Jacqueline Belle Lara Wurmer (Neue Szenen) |
| Noah Wyle         | Prof. Kenneth Monnitoff | Martin Halm                                |
| Alex Greenwald    | Seth Devlin             | Dirk Meyer                                 |
| David Moreland    | Direktor Cole           | Claus Brockmeyer                           |
| Arthur Taxier     | Dr. Don Fisher          | Walter von Hauff                           |
| David St. James   | Bob Garland             | Hans-Rainer Müller                         |
| Stuart Stone      | Ronald Fisher           | Butz Combrinck                             |
| Gary Lundy        | Sean Smith              | Jan Makino                                 |
| Seth Rogen        | Ricky Danforth          | Hubertus von Lerchenfeld                   |

## Kritiken
James Berardinelli schrieb auf ReelViews, der Film sei zum Teil ein psychologischer Thriller, zum Teil ein Science-Fiction-Film und zum Teil ein Mysteryfilm. Er konzentriere sich überwiegend auf die Beziehungen von Donnie Darko mit seinen Schwestern, seinen Eltern und seiner Freundin. Drew Barrymore sei der größte Kassenmagnet, doch die von ihr gespielte Figur erscheine häufiger, als die Handlung es verlange. Berardinelli lobte die „erstklassigen“ Spezialeffekte, die bewiesen, dass auch ein Independentfilm des Genres Science Fiction mit Spezialeffekten möglich sei. Einige der Effekte verglich er mit jenen im Film Abyss – Abgrund des Todes.
Der Filmdienst urteilt: „Antworten gibt der Film keine, im Gegenteil“. Er kämpfe gegen eine „eindimensionale Lebensdeutung“ und „geistlose wie bigotte Moral“ an.
Die Cinema urteilte: „Bis zum überraschenden Ende legt das mit Filmzitaten gespickte Regiedebüt von Richard Kelly eine verwirrende Spur aus Wahnvorstellungen und Theorien über Zeitreisen. Kurz nach dem 11. September 2001 gestartet, floppte das komplexe Werk im Kino, wurde aber zum echten Kultfilm auf DVD. […] Fazit: Origineller, genial versponnener Thriller“.

## Auszeichnungen
Saturn Award:
- 2002: Sonderpreis als Young Filmmaker’s Showcase für Richard Kelly
- 2006: Nominierung als Beste DVD-Veröffentlichung (Special Edition)

Independent Spirit Award:
- 2002: Nominierung als Bester erster Film und Best First Screenplay für Richard Kelly
- 2002: Nominierung als Bester Hauptdarsteller für Jake Gyllenhaal

DVD Champion:
- 2004 Gewonnen in der Kategorie Internationaler Film

## Fortsetzung
Im Jahr 2009 wurde eine Fortsetzung unter dem Titel S. Darko direkt für den DVD-Markt veröffentlicht. Es geht um Donnies Schwester Samantha, die die Stadt verlässt, um den unheimlichen Visionen zu entkommen, die bereits Donnie quälten. Die Hauptrolle der Samantha wird wie in Donnie Darko von Daveigh Chase übernommen, eine weitere Rolle spielt Ed Westwick. Regisseur und Autor Richard Kelly ist an dieser Fortsetzung allerdings nicht beteiligt und hatte es auch abgelehnt, eine Fortsetzung zu drehen. Chris Fisher übernahm die Regie.

## Einzelbelege
1. ↑   Freigabebescheinigung für Donnie Darko. Freiwillige Selbstkontrolle der Filmwirtschaft, September 2003 (PDF; Prüfnummer: 95 144 V/DVD).
2. ↑  Donnie Darko. In: Box Office Mojo. Abgerufen am 27. Oktober 2021 (englisch).
3. ↑  Pat Brereton: Smart Cult Classics: Case Studies of Donnie Darko, American Beauty and Magnolia. In: Smart Cinema, DVD Add-Ons and New Audience Pleasures. Palgrave Macmillan, London 2012, ISBN 978-1-349-32856-7, S. 63–86, doi:10.1057/9781137027085_4 (englisch).
4. ↑  Scott Tobias: The New Cult Canon: Donnie Darko. In: The A.V. Club. 21. Februar 2008, abgerufen am 27. Oktober 2021 (englisch).
5. ↑  The cult of Donnie Darko. In: The Independent. 20. Juli 2013, abgerufen am 27. Oktober 2021 (englisch).
6. ↑  Philip French: Into the heart of Darko: Richard Kelly is a new cinema talent whose latest work leaves you puzzled but satisfied, The Guardian, 27. Oktober 2002
7. ↑  J. R. R. Tolkien schrieb 1955 in einem Essay: „Most English-speaking people, for instance, will admit that cellar door is ‘beautiful’, especially if dissociated from its sense (and its spelling). More beautiful than, say, sky, and far more beautiful than beautiful. Well then, in Welsh for me cellar doors are extraordinarily frequent.“ ~On the appearance and sounds of words
8. ↑  Roberta Sparrow – Die Philosophie des Zeitreisens auf donnie-darko.de
9. ↑  Fernseh-Zeitschrift TV Spielfilm, Nr. 9, 17. April 2020: Programmankündigung Tipp des Tages, TV Spielfilm Verlag GmbH, Hamburg. S. 171
10. ↑  Donnie Darko (2001). Box Office Mojo, abgerufen am 25. August 2009.
11. ↑  Annemarie Havran: Dieses Kult-Meisterwerk läuft nach 20 Jahren ab heute das erste Mal im Kino – in brillanter 4K-Neuauflage. In: Filmstarts. 21. September 2021, abgerufen am 27. Oktober 2021.
12. ↑  Donnie Darko (2001) – Release Info. IMDb, abgerufen am 12. Januar 2016.
13. ↑  http://history.sundance.org/films/2264
14. ↑  Leben oder Sterben in den 80ern
15. 1 2 3  http://www.dasmanifest.com/03/1136.php
16. ↑  Archivlink (Memento vom 28. November 2004 im Internet Archive)
17. 1 2  Justin Chang: Review: Sixteen years later, ‘Donnie Darko’ makes an eerily prescient return, Los Angeles Times, 30. März 2017
18. ↑  Hank Stuever: Hop Into History, The Washington Post, 1. November 2003
19. ↑  Archivierte Kopie (Memento vom 22. März 2013 im Internet Archive)
20. ↑  Donnie Darko. In: Deutsche Synchronkartei. Abgerufen am 15. Februar 2021.
21. ↑  James Berardinelli, ReelViews
22. ↑  arte.tv Filmzyklus „Zeitreisen“:Donnie Darko (Memento vom 22. November 2009 im Internet Archive)
23. ↑  Donnie Darko. In: cinema. Abgerufen am 15. März 2022.